# Покушение на Абдул-Хамида II
Покушение на Абдул-Хамида II — неудачное покушение на султана Османской империи Абдул-Хамида II возле мечети Йылдыз, организованное Армянской Революционной Федерацией. Оно произошло 21 июля 1905 года в столице Османской империи, городе Стамбул. Газета «The Times» охарактеризовала этот инцидент как «один из величайших и самых сенсационных политических заговоров современности».

## Предпосылки
Предпосылками для покушения послужили события гамидовской резни и антиармянская политика султана Абдул-Хамида II. Армянское сопротивление в Османской империи было частью общего армянского национально-освободительного движения, которое к началу XX века прославилось первой Сасунской самообороной в 1894 году, первым Зейтунским восстанием в 1895 году, обороной Вана в июне 1896 года. Также 26 августа 1896 года членами Армянской Революционной Федерации в составе двадцати восьми вооруженных мужчин и женщин во главе с Бабкеном Сюни и Арменом Гаро был осуществлен захват Оттоманского банка, в котором работало довольно крупное число представителей из Британской империи и Франции, с целью привлечения внимания международной общественности к армянскому вопросу в Османской империи.

## Ход событий

### Планирование

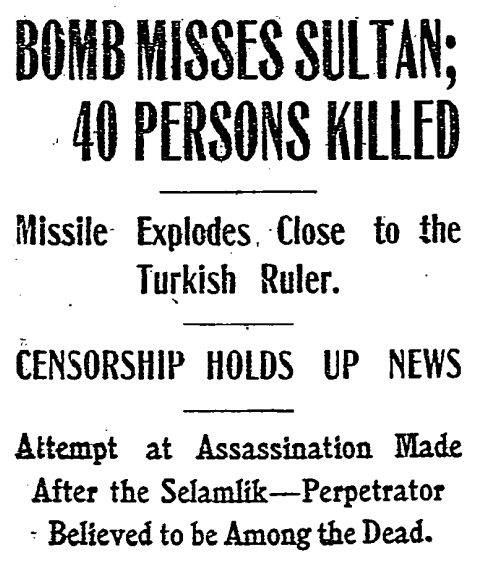
Заголовок New York Times от 22 июля 1905 года

Армянская Революционная Федерация спланировала покушение на султана, чтобы отомстить ему за антиармянскую политику. Дашнаки во главе с основателем АРФ Христофором Микаеляном тайно начали производство взрывчатых веществ и планирование операции в Софии, Болгария. При подготовке к покушению взрывчатка была изготовлена на заводе по изготовлению самодельных бомб в селе Сабляр, недалеко от болгарского города Кюстендил. Христофор Микаелян вместе со своим другом Врамшабу Кендирияном погиб в результате случайного взрыва. Несмотря на гибель зачинщиков покушения, его планирование продолжилось по плану.

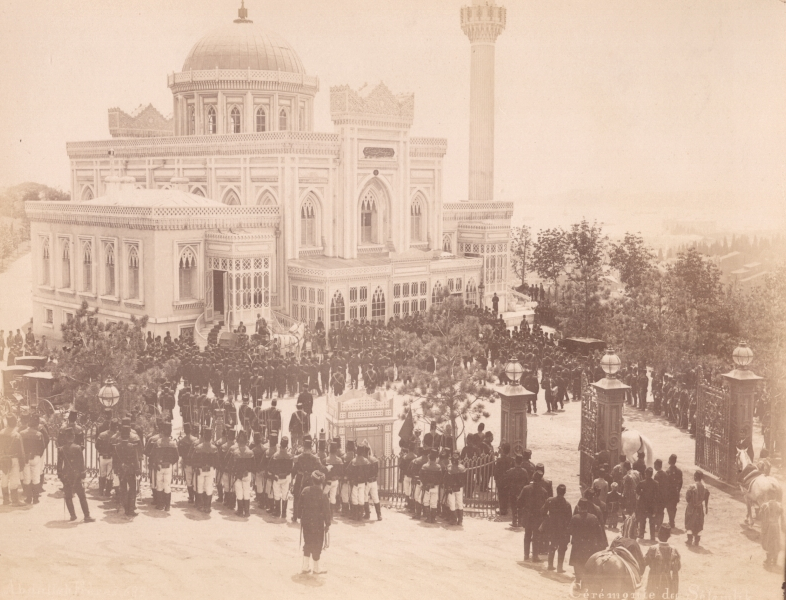
Мечеть Йылдыз во время одной из государственных церемоний в конце XIX века

Султан Абдул-Хамид каждую пятницу молился в мечети Йылдыз и обычно всякий раз уходил примерно в одно и то же время, тем самым создавая определённую закономерность в своем распорядке дня. Воспользовавшись этим, АРФ планировала спрятать в карете, стоящей у мечети, взрывчатые вещества, которые должны были взорваться, когда султан покинет мечеть. Было решено, что Заре, фидаи и участники захвата Османского банка будет вести карету.

### Покушение
21 июля 1905 года Заре проехал на карете перед мечетью. Он установил таймер на запланированные 42 секунды. Султан Абдул-Хамид не явился вовремя, потому что он был занят разговором с шейхом аль-исламом Мехмедом Джемаледдином-эфенди. Бомба была брошена в султана, но он избежал ранения. Она взорвалась, убив многих, в том числе Заре. Покушение оказалось неудачным по причине того, что султан прибыл на несколько минут позже запланированного.
26 человек из охраны султана погибли. 58 человек, в том числе и мирные граждане, были ранены.

## Последствия
В ходе расследования были раскрыты и другие участки покушения. Среди осужденных и арестованных был в частности бельгийский анархист Эдвард Жорис.

## Научное исследование
В июне 2013 года Университет Антверпена организовал международный семинар, посвященный инциденту. Презентации с него были опубликованы в 2017 году в работе под названием «Убить султана: транснациональная история покушения на Абдул-Хамида II».